# 되새

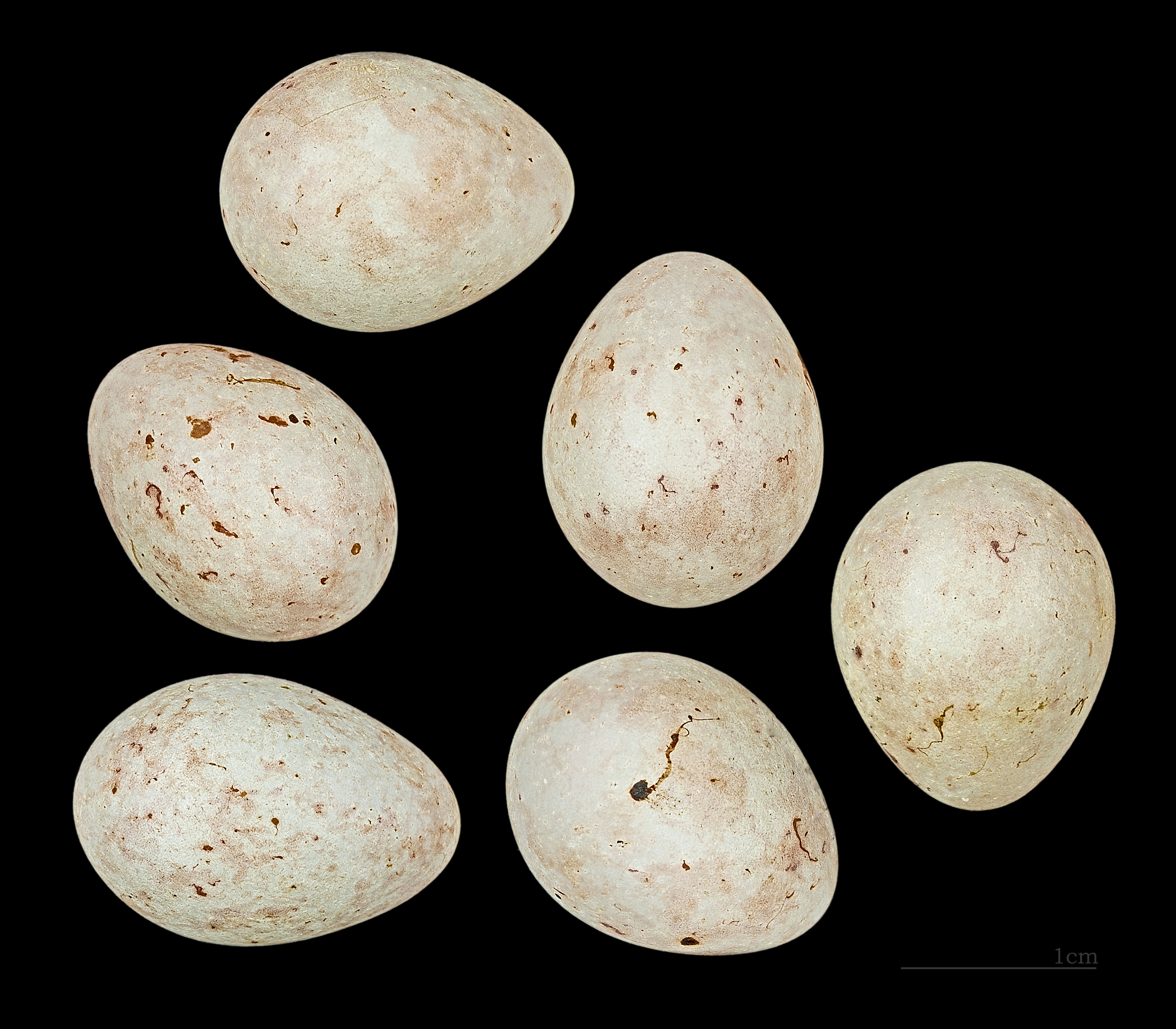
Fringilla montifringilla

되새는 되새과의 새이다. 몸길이 약 16cm로 몸빛은 등이 검은색, 허리는 흰색, 배와 어깨는 황적갈색을 띤다. 암컷은 등에 갈색 반점이 있고 날개와 꼬리는 검은색이다. 대체로 갈색·흰색·검은색의 고운 삼색으로 이루어졌다. 유라시아대륙의 북부에서 번식하고 온대와 아열대 지역에서 월동한다. 암컷은 6-7개의 알을 낳으며, 알은 선명한 청색에서 올리브갈색에 이르는 여러 가지 바탕색에 짙은 갈색 반점이 있다.
가을에 수백마리씩 떼를 지어 와서 벼 같은 곡물에 해를 끼친다. 식용으로 가을에 그물로 잡기도 한다.

## 참고 문헌
- 이 문서에는 다음커뮤니케이션(현 카카오)에서 GFDL 또는 CC-SA 라이선스로 배포한 글로벌 세계대백과사전의 내용을 기초로 작성된 글이 포함되어 있습니다.